# Ecdyonurus corsicus
Ecdyonurus corsicus is een haft uit de familie Heptageniidae. De wetenschappelijke naam van de soort is voor het eerst geldig gepubliceerd in 1912 door Esben-Petersen.
De soort komt voor in het Palearctisch gebied.